# Косарев, Александр Васильевич
Алекса́ндр Васи́льевич Ко́сарев (1 [14] ноября 1903, Москва — 23 февраля 1939[…], Лефортовская тюрьма) — советский комсомольский, партийный и государственный деятель 1920—1930-х годов, 7-й первый секретарь ЦК ВЛКСМ (1929—1938); участвовал в создании ДСО «Спартак».

## Биография
Родился 1 (14) ноября 1903 года на северо-восточной окраине Москвы. По национальности русский. Окончил 3 класса церковно-приходской школы. Начал трудовой путь с 9 лет на цинковальном заводе Анисимова. С 1914 года работал на трикотажных машинах на фабрике «Рихард-Симон и Кo». Вместе с рабочими выступал за улучшение условий и увеличение оплаты труда, участвовал в рабочих стачках, «проявлял пролетарскую солидарность». Осенью 1917 года вступил в поддерживаемый большевиками Союз рабочей молодёжи «III Интернационал» С этого времени вся его жизнь была связана с юношеским движением. Сразу после создания комсомола в ноябре 1918 года вступил в его ряды и по просьбе Лефортовского райкома РКСМ перешёл на работу в комсомол. В октябре 1919 года вступил в ряды РКП(б).
Весной 1920 года по направлению Петроградского губкома РКСМ обучался в трёхмесячной районной политшколе. Работал заведующим политкурсами в Центральной комсомольской школе в Петрограде. 4 марта 1921 года утверждён инструктором Василеостровского райкома РКСМ. В конце 1921 года вернулся в Москву, работал организатором в Бауманском райкоме РКСМ. Е. А. Косарева вспоминала: «Когда вернулся в Москву на работу в Бауманский райком комсомола, удивил (свою) мать, отказавшись и столоваться, и ночевать дома. Из Питера он привёз привычку жить коммуной, где общими были у них „с комсой“ и скудный паёк, и книги, и одна-единственная пара „выходного“ обмундирования. Маме сказал: „Понимать надо. К коммунизму идём“». 15 января 1922 года Московский комитет РКСМ перевёл его на работу первым секретарём Бауманского райкома, с декабря — заместителем заведующего организационным отделом МК РКСМ. С мая 1923 года — первый секретарь Бауманского РК РКСМ. 30 апреля 1924 года был избран членом бюро МК РКСМ, 30 сентября 1922 года — членом Бауманского РК РКП(б), делегат XIII съезда РКП(б) (23—31 мая 1924 года).
В июле 1924 года направлен на учёбу в Коммунистический университет. 2 сентября 1924 года переведён в Исполком Коммунистического Интернационала Молодёжи. 15 ноября ЦК РКСМ направляет его на работу первым секретарём Пензенского губкома РКСМ. В июне 1925 года был делегатом IV Всесоюзной конференции РЛКСМ, в декабре — делегатом XIV съезда ВКП(б).
В январе 1926 года в составе бригады ЦК РЛКСМ был направлен в Ленинград для разъяснения решений XIV съезда ВКП(б) с учётом того, что руководители обкома и райкомов комсомола «занимали неверные позиции». Был введён в состав Северо-Западного бюро ЦК РЛКСМ. Конференция бывшего оппозиционного Московско-Нарвского райкома комсомола избрала его, первого секретаря Пензенского губкома РЛКСМ, первым секретарём своего райкома. На VII съезде (11—22 марта 1926 года) избран в состав ЦК ВЛКСМ. 23 апреля 1926 года переведён на работу заведующим орграспредотделом ЦК ВЛКСМ и введён в состав бюро и секретариата ЦК. 25 марта 1927 года избран секретарём ЦК. Являлся делегатом V Всесоюзной конференции ВЛКСМ (24—30 марта 1927 года). Член ЦКК ВКП(б) в 1927—1930 годах.
По просьбе Московского комитета ВКП(б) в мае 1927 года направлен на укрепление Московского комитета комсомола, оставаясь одновременно секретарём ЦК ВЛКСМ. Делегат XV съезда ВКП(б) (2—19 декабря 1927 года), избран членом ЦКК ВКП(б). Делегат VIII съезда ВЛКСМ (5—16 мая 1928 года), избран секретарём ЦК ВЛКСМ. 24 марта 1929 года пленум ЦК избрал его Первым секретарём ЦК ВЛКСМ.
В 1929 году был делегатом V Всесоюзного съезда Советов и избран членом ЦИК СССР; делегатом VI Всесоюзной конференции ВЛКСМ и XVI конференции ВКП(б). В июле 1930 года на XVI съезде ВКП(б) избран кандидатом в члены ЦК. В 1931 году являлся делегатом IX съезда ВЛКСМ, переизбран первым секретарём ЦК ВЛКСМ; делегатом VI Всесоюзного съезда Советов, был избран членом ЦИК СССР. В 1932 году — делегат XVII конференции ВКП(б) и VIII Всесоюзной конференции ВЛКСМ.
В июле 1929 года участвовал в работе международного антиимпериалистического конгресса молодёжи во Франкфурте-на-Майне. В 1933 году возглавил делегацию советской молодёжи на мировом антивоенном конгрессе в Париже, избран в Международный комитет борьбы против фашизма и войны.
28 октября 1933 года Президиум ЦИК СССР наградил А. В. Косарева орденом Ленина как «испытанного руководителя Ленинского комсомола, выдающегося организатора комсомольских масс в их борьбе под руководством партии за победу пятилетки».
В 1934 году был делегатом XVII съезда ВКП(б) и был избран членом ЦК, членом Оргбюро ЦК ВКП(б). В 1935 году — делегат VII съезда Советов СССР, избран членом ЦИК СССР. В 1936 году — делегат X съезда ВЛКСМ, переизбран первым секретарём ЦК. Участвовал в расследовании обстоятельств убийства Сергея Кирова.
В 1935 году создал ДСО «Спартак» вместе с Н. П. Старостиным и И. Е. Павловым. ДСО «Спартак» было создано из физкультурных кружков артелей Промысловой кооперации, которые появились в 1925 году. Автор идеи названия футбольного клуба и самого спортивного общества. А. В. Косарев посоветовал название Старостину. Самому Косареву идея названия пришла после прочтения романа «Спартак» еще в 1918 году. Именно после этого Гаврикова площадь, Елоховская улица и Большой Гавриков переулок получили свои новые названия. Станция метро «Бауманская» могла иметь название «Спартаковская». Также в 1925 году, на базе команды «Благушинский клуб спорта» создал футбольный клуб «Спартак (Москва)». Это был первый в Москве футбольный клуб с названием «Спартак». Но клуб долго не просуществовал. Так же инициатор создания Высшей лиги СССР по футболу, которая впервые была сыграна в 1936 году.
В 1935 году в Париже участвовал в работе Международной конференции молодёжи за мир, свободу и прогресс и в расширенном заседании Международного бюро по подготовке интернационального слёта молодёжи; возглавлял делегацию ВЛКСМ на VI конгрессе КИМ.
В 1936 году участвовал в работе Международного Всемирного объединения молодёжи за мир, свободу и прогресс в Париже; во Всемирном конгрессе молодёжи в Женеве.
Депутат ВС СССР 1 созыва (с 1937 года). Ему приписывают лозунг «Трудиться производительно, отдыхать культурно!»
В августе 1937 года Пленум ЦК ВКП(б) отметил в специальной резолюции, что Цекамол, и в первую очередь тов. Косарев, «…проявили нетерпимую политическую беспечность и проглядели особые методы подрывной работы врагов народа».
На VII пленуме ЦК ВЛКСМ (19—22 ноября 1938 года) Косарев в результате разбора «дела Мишаковой» был снят с должности первого секретаря.
28 ноября арестован, в аресте принимал личное участие Л. П. Берия. Находясь в заключении, писал Сталину: «Арестованные по моему „делу“ комсомольские работники ни в чём не виноваты… Уничтожение кадров, воспитанных Советской властью, — безумие… Требую, чтобы создали честную, авторитетную комиссию, которая без предвзятости проверит все материалы и сделает объективные выводы». В заявлении М. В. Нанейшвили-Косаревой Маленкову от 17.12.1953 указывается возможная причина личной заинтересованности Берия в аресте Косарева. 23 февраля 1939 года расстрелян по приговору Военной коллегии Верховного Суда в Лефортовской тюрьме. Тело кремировано на Донском кладбище, прах захоронен в общей могиле.
В 1939 году, Лев Троцкий в своей книге «Сталин» охарактеризовал Косарева следующими словами: «Достаточно указать на то, что во главе комсомола, в течение ряда лет стоял Косарев, который был признан морально-разложившимся субъектом, злоупотреблявший в личных целях своим высоким положением. Весь его аппарат состоял из людей того же типа. Это и есть „золотая молодежь“ русского термидора».

Культ Косарева, наряду с культом «доблестного наркома» Н. И. Ежова, был одним из последних культов личности большевистского руководства, уничтоженного Сталиным в годы террора. … В тени культа «великого и мудрого вождя» больше не было места для культов «маленьких Сталиных».— П. Кайзер
В 1954 году был посмертно реабилитирован и восстановлен в партии.
Репрессиям были подвергнуты члены его семьи:
- Жена, Мария Викторовна Нанейшвили (1907—1993), дочь известного большевика В. И. Нанейшвили; приговорена к 10 годам ИТЛ как ЧСИР[12]. Похоронена на Донском кладбище; на надгробном памятнике кенотаф мужу с указанием, что его прах захоронен в братской могиле рядом[13].
- Дочь Елена Александровна Косарева в 1947 году была арестована и отправлена в ссылку в Норильск. Реабилитирована в 1954 году[14].

## Сочинения
- Косарев А. В. За живое конкретное руководство в комсомоле. — М., 1927.
- Косарев А. В. Комсомол на арене классовых боев. — М.-Л., 1929.
- Косарев А. В. Проверим свои ряды. — М., 1929.
- Косарев А. В. Весь Союз — одна ударная бригада. — М., 1930.
- Косарев А. В. За большевистские темпы плюс качество. — М., 1931.
- Косарев А. В. Комсомол в реконструктивный период. — М., 1931.
- Косарев А. В. О задачах комсомола. — М., 1933.
- Косарев А. В. Сталинская Конституция и советская молодежь. — М., 1937, 1938.

## Память
- Улица Косарева в Челябинске
- Улица Косарева в Екатеринбурге
- Улица Косарева в Саранске.
- Улица Косарева в Томске
- Улица Косарева в Гомель
- Улица Косарева в Севастополе
- Улица Косарева в Донецке
- Детский центр творчества в Москве
- Рыболовный траулер "Александр Косарев", порт приписки Мурманск
- полуостров Косарева (Карское море,  Северная Земля, остров Комсомолец)[15].

## Киновоплощения
- Роман Индык — «Звезда эпохи» (телесериал), 2005.
- Илья Исаев — «Фурцева. Легенда о Екатерине» (телесериал), 2011.